# Dacnusa sibirica
Dacnusa sibirica är en stekelart som beskrevs av Telenga 1935. Dacnusa sibirica ingår i släktet Dacnusa och familjen bracksteklar. Arten är reproducerande i Sverige. Utöver nominatformen finns också underarten D. s. comis.